# Trealosio O-micoliltransferasi
La trealosio O-micoliltransferasi è un enzima appartenente alla classe delle transferasi, che catalizza la seguente reazione:
2 α,α'-trealosio 6-micolato ⇄ α,α'-trealosio + α,α'-trealosio 6,6'-bismicolato
L'enzima catalizza lo scambio dell'acido micolico tra trealosio, trealosio micolato e trealosio bismicolato. Anche il trealosio 6-palmitato può agire come donatore.